# Bank Holidays Act 1871
Bank Holidays Act 1871 ledde till att bankfridagar infördes i Storbritannien
Genom lagen infördes fyra bankfridagar i England, Wales och Irland (Annandag påsk; Annandag pingst; Första måndagen i augusti; Boxing Day i England och Wales samt Saint Stephen's Day i Irland, och fem i Skottland (Nyårsdagen; Långfredagen; Första måndagen i maj; Första måndagen i augusti; samt juldagen).  
I England, Wales och Irland, räknades långfredagen och juldagen som vilodagar, och därför ansågs det inte nödvändigt att ha med dem. 
Lagen avskaffades 1971, och ersattes då av Banking and Financial Dealings Act 1971